# Marianne Abderhalden
Marianne Abderhalden (Wildhaus, 1º aprile 1986) è un'ex sciatrice alpina svizzera.
Per alcune stagioni, durante il suo matrimonio, assunse anche il cognome del coniuge e gareggiò come Marianne Kaufmann-Abderhalden.
È la sorella minore di Jörg, lottatore svizzero di alto livello.

## Biografia

### Stagioni 2002-2008
Specialista delle prove veloci nata a Wildhaus ma originaria di Krinau e attiva in gare FIS dal dicembre del 2001, la Abderhalden esordì in Coppa Europa il 18 dicembre 2003, classificandosi 21ª nella discesa libera di Ponte di Legno/Passo del Tonale. Conquistò il primo risultato di rilievo nel marzo 2006, quando vinse la medaglia d'oro nella discesa libera e quella d'argento nella combinata ai Mondiali juniores del Québec. Grazie a questo risultato il 15 marzo 2006 esordì in Coppa del Mondo durante le finali di Åre, chiudendo la discesa al 27º posto.
Durante la stagione 2006-2007 subì un infortunio al tendine d'Achille che la tenne lontana dalle piste per qualche tempo. Riconquistata la fiducia degli allenatori con buoni risultati nei circuiti minori, tornò in Coppa del Mondo il 9 marzo 2008, quando, con il 21º posto nella supercombinata di Crans-Montana, conquistò i primi punti.

### Stagioni 2009-2015
In Coppa Europa salì sul podio per la prima volta il 15 gennaio 2009 a Caspoggio in discesa libera e per l'ultima il 18 febbraio 2010 a Formigal in supergigante, ottenendo in entrambi i casi il 3º posto. Il 6 marzo 2010 a Crans-Montana giunse per la prima volta a podio in Coppa del Mondo: 3ª in discesa libera. Esordì ai Campionati mondiali in occasione della rassegna iridata di Schladming 2013, dove ottenne il 20º posto nella discesa libera e il 14º nella supercombinata.
Nella stagione 2013-2014 conquistò la sua unica vittoria in Coppa del Mondo, il 21 dicembre a Val-d'Isère in discesa libera, e il suo ultimo podio, il 25 gennaio a Cortina d'Ampezzo nella medesima specialità (2ª). Ai XXII Giochi olimpici invernali di Soči 2014, sua unica presenza olimpica, non concluse né la prova di discesa libera né quella di supercombinata, mentre ai Mondiali di Vail/Beaver Creek 2015 si classificò 29ª nella discesa libera. Annunciò il ritiro il 6 marzo 2015; la sua ultima gara in carriera fu la discesa libera di Coppa del Mondo disputata a Garmisch-Partenkirchen il giorno seguente, che chiuse al 36º posto.

## Palmarès

### Mondiali juniores
- 2 medaglie:
  - 1 oro (discesa libera a Québec 2006)
  - 1 argento (combinata a Québec 2006)

### Coppa del Mondo
- Miglior piazzamento in classifica generale: 16ª nel 2014
- 5 podi:
  - 1 vittoria
  - 2 secondi posti
  - 2 terzi posti

#### Coppa del Mondo - vittorie
| Data             | Località    | Paese   | Specialità |
| ---------------- | ----------- | ------- | ---------- |
| 21 dicembre 2013 | Val-d'Isère | Francia | DH         |

Legenda:

DH = discesa libera

### Coppa Europa
- Miglior piazzamento in classifica generale: 8ª nel 2009
- 4 podi:
  - 4 terzi posti

### Nor-Am Cup
- Miglior piazzamento in classifica generale: 59ª nel 2010
- 1 podio:
  - 1 terzo posto

### South American Cup
- Miglior piazzamento in classifica generale: 27ª nel 2014
- 1 podio:
  - 1 terzo posto

### Campionati svizzeri
- 9 medaglie[5]:
  - 3 ori (combinata[senza fonte] nel 2005; discesa libera, supercombinata nel 2011)
  - 3 argenti (supercombinata nel 2009; supercombinata nel 2010; supergigante nel 2011)
  - 3 bronzi (supergigante, slalom speciale nel 2005; discesa libera nel 2009)